# Washington Wizards 1998-1999
La stagione 1998-99 dei Washington Wizards fu la 38ª nella NBA per la franchigia.
I Washington Wizards arrivarono sesti nella Atlantic Division della Eastern Conference con un record di 18-32, non qualificandosi per i play-off.

## Roster
| N° | Naz.                   | Ruolo | Sportivo         | Anno | Alt. | Peso |
| -- | ---------------------- | ----- | ---------------- | ---- | ---- | ---- |
| 1  | Stati Uniti (bandiera) | G     | Rod Strickland   | 1966 | 191  | 79   |
| 2  | Stati Uniti (bandiera) | G     | Mitch Richmond   | 1965 | 196  | 98   |
| 5  | Stati Uniti (bandiera) | A     | Juwan Howard     | 1973 | 206  | 109  |
| 10 | Stati Uniti (bandiera) | G     | Jeff McInnis     | 1974 | 193  | 86   |
| 12 | Stati Uniti (bandiera) | G     | Chris Whitney    | 1971 | 183  | 76   |
| 23 | Stati Uniti (bandiera) | G     | Tim Legler       | 1966 | 193  | 91   |
| 30 | Stati Uniti (bandiera) | AC    | Ben Wallace      | 1974 | 206  | 109  |
| 33 | Stati Uniti (bandiera) | AC    | Otis Thorpe      | 1962 | 206  | 102  |
| 35 | Stati Uniti (bandiera) | A     | Tracy Murray     | 1971 | 201  | 102  |
| 40 | Stati Uniti (bandiera) | GA    | Calbert Cheaney  | 1971 | 201  | 95   |
| 42 | Stati Uniti (bandiera) | A     | Etdrick Bohannon | 1973 | 206  | 100  |
| 50 | Stati Uniti (bandiera) | A     | Randell Jackson  | 1976 | 211  | 98   |
| 51 | Stati Uniti (bandiera) | C     | John Coker       | 1971 | 213  | 115  |
| 52 | Stati Uniti (bandiera) | AC    | Terry Davis      | 1967 | 206  | 102  |
| 55 | Stati Uniti (bandiera) | AC    | Jahidi White     | 1976 | 206  | 132  |

## Staff tecnico
- Allenatori: Bernie Bickerstaff (13-19) (fino al 5 aprile)[1], Jim Brovelli (5-13)
- Vice-allenatore: Jim Brovelli (fino al 5 aprile), Mike Brown, John Outlaw